# Rivulus zygonectes
Rivulus zygonectes är en fiskart som beskrevs av Myers 1927. Rivulus zygonectes ingår i släktet Rivulus och familjen Rivulidae. Inga underarter finns listade i Catalogue of Life.